# Nothotsuga longibracteata
Nothotsuga longibracteata (W.C.Cheng) H.H.Hu ex C.N.Page – gatunek drzew należących do rodziny sosnowatych. Reprezentuje monotypowy rodzaj Nothotsuga, ale też bywa włączany do rodzaju choina Tsuga. Występuje w Chinach; w centralnej i południowej części prowincji Fujian, w północnej części Guangdong, w centralnej i północnej części Kuangsi, we wschodnim Kuejczou, w południowych częściach prowincji Hunan  i Jiangxi. Rośnie w obrębie swego zasięgu w dużym rozproszeniu w górskich lasach zwykle na rzędnych od 400 do 1900 m n.p.m., ale notowany był także na wysokości 2300 m n.p.m. lub nawet 3200 m n.p.m. Ze względu na cenione drewno jest na dużą skalę pozyskiwany. Poza tym część jego siedlisk została zniszczona z powodu odlesień. W efekcie gatunek został zaliczony do bliskich zagrożenia.

## Morfologia
PokrójDrzewo osiągające do 30 m wysokości, o pniu osiągającym 1 m średnicy. Kora ciemnobrązowa, pocięta głębokimi, podłużnymi bruzdami.
LiścieSzpilki promieniście rozpostarte z krótkim ogonkiem (1–1,5 mm długości), równowąskie, o długości od 1,1 do 2, rzadko nieco dłuższe, i szerokości 1–2 mm. Koniec słabo zaostrzony lub stępiony.
Kwiaty i szyszkiRośliny jednopienne, rozdzielnopłciowe. Kwiatostany męskie skupione w pęczki wyrastające z pąków szczytowych. Kwiatostany żeńskie purpurowe do czerwonych, po zapłodnieniu zalążków drewnieją i stają się ciemnobrązowe. Szyszki są na ogół wzniesione, osiągają od 2 do prawie 6 cm długości i do 2,5 cm średnicy. Łuski nasienne szeroko rombowate lub zaokrąglone, wsparte są niewiele krótszymi, zaostrzonymi łuskami wspierającymi. Nasiona jajowato-trójkątne, o długości do 8 mm i szerokości do 3 mm, ze skrzydełkiem.

## Biologia i ekologia
Drzewo rośnie w górskich lasach tworząc niewielkie, czyste drzewostany lub rosnąc w zimozielonych, twardolistnych lasach liściastych w towarzystwie drzew z rodzajów: dąb Quercus, Castanopsis i Lithocarpus, ewentualnie w mieszanych lasach z Fagus longipetiolata, Pinus kwangtungensis, Tetracentron sinensis i in. Zwykle rośnie na stromych, nasłonecznionych stokach na glebach kwaśnych, w miejscach o klimacie wilgotnym, chłodnym, z częstymi opadami lub mgłami.
Drzewa tego gatunku kwitną w marcu – kwietniu, a nasiona dojrzewają w październiku.

## Systematyka
Gatunek z monotypowego rodzaju Nothotsuga H. H. Hu ex C. N. Page, 1989 z podrodziny jodłowych Abietoideae należącej do rodziny sosnowatych Pinaceae. 
Rodzajem siostrzanym (najbliżej spokrewnionym) jest rodzaj choina Tsuga. W niektórych ujęciach zresztą gatunek ten jest włączany do rodzaju Tsuga (np. we „Flora of China”). Na ogół jednak bywa uznawany za odrębny rodzaj. Zasadność tego potwierdziły badania genetyczne – procent odmienności sekwencji nukleotydów jest między Nothotsuga i najbliżej spokrewnionym gatunkiem z rodzaju Tsuga dwa razy większy niż różnica między dwoma najbardziej oddalonymi od siebie gatunkami z rodzaju Tsuga. Rozdzielenie linii prowadzących do współczesnych przedstawicieli rodzaju Tsuga i Nothotsuga nastąpiło ok. 90 milionów lat temu tj. w czasie późnej kredy.

## Zastosowanie
Gatunek rekomendowany jest do zalesień górskich stoków w wyższych położeniach w strefie subtropikalnej. Jego drewno znajduje zastosowanie jako konstrukcyjne i do wyrobu mebli. Może być uprawiany do 8 strefy mrozoodporności. 